# Ivan Kolesár
Ivan Kolesár (4. prosince 1895, Vyšná Boca – 25. května 1975, Bratislava) byl slovenský evangelický duchovní, vysokoškolský pedagog a teolog; účastník Slovenského národního povstání.
Působil jako farář v Turanech (1923–1925), v Kochanovcích (1925–1953) a v Bratislavě (1953–1963).
Jeho protistátní pohřební kázání a následný pokus o farářovo zatčení podnítili v červenci 1940 vzpouru místních obyvatel v Kochanovcích. Farář Kolesár byl zapojen do odbojové skupiny Flóra a pomáhal rasově pronásledovaným. V prosinci 1944 byl zatčen a internován v koncentračních táborech Mauthausen, Amstetten a Ebensee.
Byl ženat s Oľgou, roz. Chorvátovou.